# Oliver Cromwell
Oliver Cromwell, angleški vojskovodja in politik, * 25. april 1599, Huntingdon, Huntingdonshire, Cambridgeshire, † 3. september 1658, Palača Whitehall, Mesto Westminster.
Cromwell je bil Lord poročnik Irske (1649-1650) in Lord protektor Skupnosti Anglije, Škotske in Irske (1653–1658).

## Zgodnja leta in vojaška kariera
Cromwelli so bili srednjo uspešna družina iz Huntingdonshira, že dolga leta so delali v javnih službah. Ni bilo presenetljivo, da je bil Oliver Cromwell že pri 28 letih izvoljen v parlament. Leto kasneje je Karel I. razpustil parlament. Ko je Karel vladal sam, se je Cromwell posvetil družinskim zadevam in krajevni politiki. Po osebni krizi se je spreobrnil iz anglikanske vere v puritanstvo, kar je kasneje vplivalo na marsikatero njegovo odločitev. Leta 1640 se je vrnil v parlament na strani radikalcev, tako kot njegova bratranca Crishtoper Hampdenin in John Pym.
Ko je izbruhnila državljanska vojna (1642–1651), je bil Cromwell pooblaščen polkovnik v parlamentarni vojski. Bil je odgovoren za majhen konjeniški eskadron. Kmalu je spoznal, da parlamentarni zadevi ni pomagala njegova mala, neizurjena in neurejena vojska. Opazil je tudi poguben učinek naskoka konjenice, ki jo je vodil princ kraljevi nečak Rupert pri Edgehillu. Cromwell se je zato odločil, da bo izoblikoval prav take čete. Do leta 1643 je imel polk z 800 konjeniki. Zaradi njihovega neustrašnega in zelo discipliniranega bojevanja so jim kmalu nadeli vzdevek »junaki«. V bitki pri Marston Mooru julija leta 1644 je njegova konjenica prepodila rojaliste.

## Napredovanje in vzpon na oblast
Zmaga pri Roundheadu je uničila rojalistično moč na severu. Cromwellu je parlament dovolil spremeniti sestavo vojske. Rezultat tega je bil nov model vojske, katere konjeniški general je postal on. Navdihnila ga je goreča vera v pravičnost stvari. Tako kot Cromwell sam je večina vojakov pripadala neodvisnim protestantskim sektam. Bili so nezaupljivi do prezbiterijancev, ki so vodili parlament, a tudi do anglikanskih privržencev kralja Karla I.
V zapletenem zaporedju dogodkov ki so sledili leta 1646 sledili vdaji privržencev kralja Karla I., je Cromwell naprej skušal posredovati med vojsko, ki se ni hotela raziti, in parlamentom, katerega član je še vedno bil. Skušal je tudi prepričati kralja, da bi sprejel predlagano ustavo.
Cromwell ni imel več nekdanjega spoštovanja do kralja, ko je škotska kraljeva vojska na Karlovo prošnjo vdrla v Anglijo in tako sprožila drugo državljansko vojno. Na novo ustanovljena vojska je kmalu premagala kraljevo. Cromwella je razjezila »enkratna izdaja«, zato se je odločil, da ga pripelje pred sodišče. Izvršitev smrtne obsodbe nad Karlom je še bolj razdražila rojalistična čustva. Potem ko je Cromwell opravil z Irci, je napadel Škote, ki so bili povezani s Karlom II. Zaustavil je njihovo novo ofenzivo septembra leta 1651 v Worchestru.
Angliji je zdaj - ne ravno zadovoljivo - vladal t.i okrnjeni parlament, ki si je sam podaljšal mandat; ta parlament je sestavljalo jedro radikalcev, ki so Karla postavili pred sodišče. Več kot leto dni je Cromwell opazoval njihovo delovanje in omahovanje in bil je čedalje bolj razočaran. Predvsem je bil proti vojni, ki so jo začeli z Nizozemci. Nekega dne je v parlamentu vstal in rekel: »To ni nikakršen parlament. Naredil bom konec vašemu sedenju.« S pomočjo skupine mušketirjev je to tudi storil.
V preostali letih Commonwealtha, kot so imenovali republiko, so se neprestano potegovali za oblast. Cromwellow novi parlament, »skupščina svetnikov«, je dolge mesece sprejemal radikalne ukrepe za uvajanje enakopravnosti, potem pa ga je z državnim udarom razpustil neki Cromwellov privrženec. Nova ustava je potem Cromwella določila za dosmrtnega Lorda protektorja. Precejšno moč je dodelila tudi državnemu svetu in parlamentu. Cromwell se je pet let bojeval s svojimi parlamenti in jih občasno spet razpuščal. Nesoglasja so bila predvsem pri pravicah obdavčevanja. Drugi kamen spotike je bilo upravljanje lokalnih vladnih uradnikov, ki jim je Cromwell dal precejšno moč. Prav oni so izsilili tista stroga puritanska načela o kakršnem koli razvedrilu, načela, ki so tako zaznamovala Cromwellovo vladanje.
V svoji zunanji politiki je bil Cromwell zelo protestantsko in protišpansko usmerjen. Z Nizozemci je podpisal premirje in na Karibe poslal ekspedicijo. Tam so Angleži Špancem pravočasno iztrgali Jamajko. Vojna se je nadaljevala v Španski Nizozemski (danes Belgija) z zavzetjem mesta Dunkerque.

## Padec in smrt
Commonwealth so med njegovim kratkim obstojem ogrožali občasni rojalistični upori. Vlada je postajala vedno manj priljubljena. Po Cromwellovi smrti so ji bili šteti dnevi. Kralja Karla II. so navdušeno sprejeli, ko se je leta 1660 vrnil, puritanska republika pa se je zdela kot huda mora.

## Stališča
Zanimiv je Cromwellov odnos do smrtne kazni. Kot Lord protektor je smrtno kazen prepovedal, razen za umor ali izdajo. Včasih je tudi sam posredoval da bi bila kazen milejša. Toda po drugi strani je kot vrhovni guverner Irske hladnokrvno ukazal pokol civilistov v Droghedi in Wexfordu, ko so zadušili rojalistično-katoliški upor. Cromwellu je bilo vsaj teoretično zaupano, da je držal ravnovesje med izvršilno močjo in parlamentom. Bil je zelo veren človek, puritanec, ki je bil prepričan, da je pred Bogom malo vreden. Hkrati pa je bil prepričan da je sam božje orodje in da so njegove odločitve, ki jih je sprejel po dolgih molitvah, izraz božje volje.